# Zolote, Lenine
Zolote (în ucraineană Золоте) este un sat în comuna Bielinske din raionul Lenine, Republica Autonomă Crimeea, Ucraina.

## Demografie
Componența lingvistică a localității Zolote
     Rusă (78,06%)
     Ucraineană (7,1%)
     Tătară crimeeană (7,1%)
Conform recensământului din 2001, majoritatea populației localității Zolote era vorbitoare de rusă (78,06%), existând în minoritate și vorbitori de ucraineană (7,1%) și tătară crimeeană (7,1%).